# Дороті Генсін Андерсен
Дороті Генсін Андерсен (англ. Dorothy Hensine Andersen; 15 травня 1901 року — 3 березня 1963 року) — американська патологоанатом та педіатр, яка першою відкрила та описала кістозний фіброз (муковісцидоз). У 2001 році її внесли до Національної зали слави жінок.

## Життєпис
Народилася у місті Ешвіл, Північна Кароліна, єдиною дитиною в родині Ганса Петера Андерсена та Мері Луїзи Мейсон. Батько помер у 1914, коли Дороті було 13 років, і родина переїхала до міста Сент-Джонсбері, Вермонт, де за шість років померла і мати. Так у 19 років Дороті Андерсен стала повністю відповідальною за власний добробут та фінансове становище. У 1922 році вона здобула бакалаврський ступінь з хімії та зоології у коледжі Маунт-Голіок. 1926 року здтбула магістерський ступінь у медичній школі університету Джона Гопкінса. Тут Андерсен продовжила наукову роботу, двічі дописувала до наукового журналу Contributions to Embryology, досліджуючи жіночу репродуктивну систему свиней.
Закінчивши медичну школу Джона Гопкінса, Андерсен працювала асистенткою на кафедрі анатомії Рочестерської медичної школи. Рік по тому вступила в інтернатуру у відділенні хірургії меморіальної лікарні Стронг у Рочестері, штат Нью-Йорк. Після завершення інтернатури, однак, у місці резидентки у відділенні загальної хірургії їй відмовили через її стать. Тому Андерсен довелось сконцентруватись на дослідницькій роботі, і у 1929 році вона починає працювати асистенткою кафедри патологічної анатомії у Коледжі хірургії та загальної терапії Колумбійського університету (англ. Columbia University’s College of Physician and Surgeons). Пізніше її запросили на посаду викладачки до Колумбійської медичної школи. Викладаючи в університеті, вона починає працювати над докторською дисертацією і вивчає ендокринологію. Її темою був вплив залоз внутрішньої секреції на початок та протікання процесу статевого дозрівання у щурів. Здобувши докторський ступінь у 1935 році, Андерсен стала патологоанатомкрю у дитячій лікарні Колумбійського медичного центру, і в цьому закладі залишалась до кінця кар'єри. У 1952 році очолила відділення патологічної анатомії.

## Наукова робота
В процесі досліджень Андерсен почала вивчати патологію целіакії, відзначаючи розвиток фіброзу, який порушував роботу підшлункової залози, у пацієнтів, які померли від цієї хвороби. Це дослідження було опубліковане в American Journal of Diseases of Children, де Андерсен назвала подібний стан «кістозним фіброзом підшлункової залози». За опис цієї хвороби їй було присуджено нагороду імені Едварда Міда Джонсона, яку щорічно отримують науковці, які зробили важливі відкриття у сфері педіатрії. У 1942 році разом з колегою Полом ді Сант-Аньєзе Андерсен розробила перший дієвий засіб діагностики кістозного фіброзу. У 1948 році Американська академія педіатрії нагородила Дороті Андерсен почесною іменною табличкою за досягнення у «Визначенні ефективності різних видів антибіотиків для лікування інфекцій дихальних шляхів, які були головною причиною смерті при захворюванні на кістозний фіброз». У 1958 році Андерсен посіла посаду професорки у Коледжі хірургії та загальної практики Колумбійського університету. Вона продовжує дослідницьку роботу, зокрема публікуючись у Journal of Chronic Diseases, де описувала кістозний фіброз як хворобу з рецесивним типом успадкування, яка раніше вважалась смертельною для дітей у ранньому дитинстві, але нині завдяки своєчасній діагностиці та лікуванню багато пацієнтів доживають до дорослого віку. Точна причина виникнення кістозного фіброзу була виявлена на початку 80-років: нею виявилась мутація у гені, який контролює синтез трансмембранного регуляторного білка муковісцидозу (CFTR). Внаслідок порушення його синтезу відбувається згущення секрету і закупорювання вивідних проток підшлункової залози та дихальних шляхів. 
Дороті Андерсен довгі роки палила, внаслідок чого у неї розвинувся рак легенів і їй довелось пережити операцію у 1962 році. Вона померла 3 березня 1963 року у віці шістдесяти одного року. У тому ж році, після її смерті, Колумбійським медичним центром їй було присуджено медаль За визначні досягнення. 2001 року за внесок у дослідження кістозного фіброзу Дороті Андерсен було зараховано до Національної зали слави жінок.

## Подальше читання
- Shearer, Barbara; Shearer, Benjamin (1996). Notable women in the life sciences : a biographical dictionary (вид. 1. publ.). Westport, Conn. [u.a.]: Greenwood Press. ISBN 0313293023.
- Windsor, Laura Lynn (2002). Women in medicine : an encyclopedia. Oxford: ABC-Clio. ISBN 9781576073926.